# Distretto di Lucre (Apurímac)
Il distretto di Lucre è un distretto del Perù nella provincia di Aymaraes (regione di Apurímac) con 2.069 abitanti al censimento 2007 dei quali 482 urbani e 1.587 rurali.
È stato istituito il 24 marzo 1960.